# Etynodiol diacetate
Etynodiol diacetate, hoặc ethynodiol diacetate, được bán dưới tên thương hiệu Demulen và Femulen cùng với những loại khác, là một loại thuốc proestin được sử dụng trong thuốc tránh thai. Thuốc chỉ có sẵn kết hợp với estrogen. Nó được dùng bằng đường uống.
Diacetate Etynodiol là một progestin, hoặc một tổng hợp progestogen, và do đó là một chất chủ vận của thụ thể progesterone, các đích sinh học của progestogen như progesterone. Nó có hoạt động androgenic và estrogen yếu và không có hoạt động nội tiết tố quan trọng khác. Thuốc là một tiền chất của norethisterone trong cơ thể, với etynodiol xảy ra như một chất trung gian.
Etynodiol, một hợp chất có liên quan, được phát hiện vào năm 1954 và etynodiol diacetate đã được giới thiệu cho mục đích y tế vào năm 1965. Thuốc vẫn có sẵn ngày hôm nay chỉ ở Hoa Kỳ, Canada và một số quốc gia khác.

## Sử dụng trong y tế
Etynodiol diacetate được sử dụng kết hợp với estrogen như ethinylestradiol hoặc mestranol trong thuốc tránh thai kết hợp cho phụ nữ.

## Dược lý

Norethisterone (3-ketoetynodiol), chất chuyển hóa hoạt động của etynodiol diacetate.

Etynodiol diacetate hầu như không hoạt động về mặt ái lực đối với các thụ thể progesterone và androgen và hoạt động như một tiền chất được chuyển đổi nhanh chóng của norethisterone, với etynodiol xảy ra như một chất trung gian. Sau khi uống và trong quá trình chuyển hóa đầu tiên ở gan, etynodiol diacetate nhanh chóng được chuyển hóa bởi các este thành etynodiol, sau đó là oxy hóa nhóm hydroxyl để sản xuất norethisterone. Ngoài hoạt động proogenogen của nó, etynodiol diacetate có hoạt tính androgen yếu, và, không giống như hầu hết các proestin nhưng tương tự như norethisterone và noretynodrel, cũng có một số hoạt động estrogen.
Dược động học của etynodiol diacetate đã được xem xét.

## Hóa học
Etynodiol diacetate, còn được gọi là 3β-hydroxy-17α-ethynyl-19-nortestosterone 3β, 17β-diaceate, 3β-hydroxynorethisterone 3β, 17β-diacetate, hoặc 17α-ethynylestr-3, 17 diacetate, là một steroid estrane tổng hợp và là một dẫn xuất của testosterone. Nó đặc biệt là một dẫn xuất của 19-nortestosterone và 17α-ethynyltestosterone, hoặc của norethisterone (17α-ethynyl-19-nortestosterone), trong đó nhóm ketone C3 đã được khử hydro thành nhóm hydroxyl và axetat este và vị trí C17β. Etynodiol diacetate là este 3β, 17β- diaxetat của etynodiol (17α-ethynylestr-4-ene-3β, 17β-diol).

### Tổng hợp
Tổng hợp hóa học của etynodiol diacetate đã được công bố.

Tổng hợp diacetate Ethynodiol: FB Colton, (1958 đến Searle). Điều chế 3-acetate, 17-acetate và diacetate: PD Klimstra, (1965 đến Searle); xem thêm:

Giảm norethisterone (1) gắn 3,17-diol. Hợp chất 3β-hydroxy là sản phẩm mong muốn; do các phản ứng tại C3 không thể hiện gần như tính chất lập thể như các phản ứng tại C17 do thiếu các nhóm thế trực tiếp âm thanh nổi tương đối, nên sự hình thành các đồng phân mong muốn được sử dụng bằng chất khử cồng kềnh, hydrat tri-tert-butoxyalumin hydride. Acetyl hóa của 3β, 17β-diol liên kết etynodiol diacetate (3).

## Lịch sử
Etynodiol được tổng hợp lần đầu tiên vào năm 1954, thông qua việc khử norethisterone và etynodiol diacetate đã được giới thiệu cho sử dụng y tế vào năm 1965.

## Xã hội và văn hoá

### Tên gốc
Etynodiol diacetate là tên gốc của thuốc (INN của dạng rượu tự do là etynodiol), trong khi ethynodiol diacetate là USAN, BAN và JAN. Nó cũng được biết đến với tên mã phát triển trước đây là CB-8080 và SC-11800.

### Tên thương hiệu
Etynodiol diacetate đang hoặc đã được bán trên thị trường dưới tên thương hiệu bao gồm Conova, Continuin, Demulen, Femulen, Kelnor, Luteonorm, Luto-Metrodiol, Metrodiol, Ovulen, Soluna, Zovia, và những người khác.

### Khả dụng
Etynodiol diacetate vẫn chỉ được bán ở một số quốc gia, bao gồm Hoa Kỳ, Canada, Argentina và Ô-man.